# Yolçubəyli
Yolçubəyli è un comune dell'Azerbaigian situato nel distretto di Sabirabad. Conta una popolazione di 3 484 abitanti.